# Разлом (пьеса)
«Разло́м» — пьеса в 4 актах Бориса Лавренёва, написанная в 1927 году и в том же году впервые поставленная на сцене. В 1944 году драматург создал вторую редакцию пьесы.
«Разлом» стал самой репертуарной пьесой Лавренёвва, ставился почти во всех театрах СССР и дважды был экранизирован.

## История создания
В 1927 году Театр имени Е. Вахтангова в поисках новой драматургии обратился с предложением о сотрудничестве к Борису Лавренёву, в то время уже известному писателю. Двумя годами раньше Лавренёв дебютировал как драматург: его пьеса «Дым» — о белогвардейском восстании в Туркестане — под названием «Мятеж» шла в Ленинградском Большом драматическом театре. В мае драматург предложил театру на выбор три темы: «Туркестанский фронт» — инсценировку его рассказа «Звездный цвет», «Балтфлот в Октябрьские дни» и историю 26 бакинских комиссаров. Большинство в худсовете высказалось за Балтфлот, тем более что приближалась 10-летие Октябрьской революции.
Как вспоминал Лавренёв, избранная тема у многих в театре вызывала опасения: никто не знал, на что может обрушиться критика «слева», — боялись, что юбилейная постановка вызовет нарекания, как булгаковские «Дни Турбиных» во МХАТе. При театре к тому времени уже был организован политсовет, которому мог не понравиться либерализм Берсенева: он «весьма опасен в идеологическом смысле».
Хотя в центре внимания драматурга оказалась семья Берсеневых, расколотая революционными событиями, его пьеса не повторяла «Дни Турбиных»: часть действия разворачивалась на корабле, и это позволило Алексею Попову, которому театр поручил постановку «Разлома», перенести акценты на «матросскую республику».
Написанную по заказу вахтанговцев пьесу Лавренёв тем не менее передал Большому драматическую театру, и ленинградская премьера на 2 дня опередила московскую.

## Действующие лица
- Годун Артём Михайлович — председатель судового комитета крейсера «Заря», 32 года
- Берсенев Евгений Иванович — капитан 1-го ранга, командир крейсера, 52 года
- Софья Петровна — его жена, 52 года
- Татьяна — дочь Берсенева, сестра милосердия, 26 лет
- Ксения — дочь Берсенева, эксцентричная девушка, 19 лет
- Штубе Леопольд Фёдорович — лейтенант, муж Татьяны, 30 лет
- Полевой — поручик, член «Комитета защиты родины и свободы»
- Ярцев — полковник, член «Комитета защиты родины и свободы»
- Швач — боцман крейсера
- Еремеев — боцман крейсера
- Успенский — член ЦК партии эсеров, член ВЦИК Советов
- Первый мичман
- Второй мичман
- Милицын — контр-адмирал
- Пётр Хваткин — делегат-черноморец
- Панов — член Центробалта
- Матросы крйсера[5]

## Сюжет
Действие происходит в Кронштадте в июле — октябре 1917 года. На крейсере «Заря» с его неоднородной командой капитан Берсенев находится под защитой и охраной большевиков во главе с матросом Годуном. Большевики ценят лояльное отношение командира к матросам, для Берсенева Годун — главная опора в поддержании дисциплины на корабле. Для старшей дочери Берсенева, Татьяны, её работа в лазарете — лучшая антивоенная пропаганда; она симпатизирует всем, кто против войны. Лейтенант Штубе не разделяет ни симпатии жены, ни лояльность тестя. Он помнит февральские дни, когда матросы без суда расстреливали или выбрасывали за борт офицеров, и то, что этот всплеск насилия был реакцией на жестокое обращение многих офицеров с матросами, для него не аргумент.
Штубе добивается увольнения с корабля; в доме Берсенева он проводит совещание с офицерами Ярцевым и Полевым и узнаёт, что большевики «Зари» получили от своего руководства приказ привести крейсер к Николаевскому мосту на Неве — для участия в готовящемся восстании. Принимается решение взорвать крейсер и осуществить подрыв берётся Штубе. Благодаря легкомысленной младшей сестре, Ксении, о готовящемся подрыве крейсера, на котором находится отец, узнаёт Татьяна.
Переодетый матросом, с накладной бородой, Штубе проникает на корабль с помощью боцмана Швача. Прикрывая лейтенанта, Швач рассказывает матросам, что в доме Берсенева собирается «контровое офицерьё». Берсенев заявляет, что ничего не знает об этом; его подозревают в предательстве. Годун приказывает арестовать командира и едва спасает его от матросского самосуда. Но от Татьяны Годун узнаёт и о готовящемся подрыве и о том, к кому на самом деле приходят офицеры.
Взрыв предотвращают. Татьяна пытается спасти мужа, но Штубе не желает принимать пощаду из её рук. Лейтенанта и боцмана матросы выбрасывают за борт. Радиограмма от Центробалта приказывает крейсеру идти в Петроград.

## Сценическая судьба

### «Разлом» в БДТ
Всесоюзная премьера пьесы состоялась в 10-ю годовщину Октября — 7 ноября 1927 года в «колыбели революции», в Большом драматическом театре.
Осенью 1925 года Андрей Лаврентьев поставил в БДТ пьесу Лавренёва «Мятеж», и этот спектакль, как пишет Раисы Беньяш, стал важной страницей в истории театра: отказавшись от отвлечённой романтики, характерной для первых лет существования БДТ, коллектив впервые попытался приблизить её к реальности. Не всё в спектакле удалось, но поиски именно в этом направлении продолжил Константин Тверской, поставивший «Разлом».
Название пьесы режиссёр и художник, М. Левин, толковали шире, нежели разлад в семье Берсеневых, и создали, по словам критика, «выразительный образ времени, разломленного революционной бурей». Как большое достижение и театра, и актёра в поисках нового героя советской сцены критики отмечали образ Артёма Годуна, созданный Николаем Монаховым, отдавая ему предпочтение перед московским Годуном. При этом Давид Золотницкий отмечал, что по сравнению с спектаклем вахтанговцев «планы исторического разлома среды давались открытее, кое в чём элементарнее».
Музыку к спектаклю написал Владимир Дешевов: роли исполняли: Ниолай Монахов — Артём Годун (позже на эту роль был введён Василий Софронов), Андрей Лаврентьев — Берсенев, Александр Лариков — Швач, Геннадий Мичурин — Штубе, Ольга Казико — Ксения.
В 1950 году Большой драматический вновь обратился к пьесе Лавренёва. В новом спектакле, поставленном А. В. Соколовым и И. С. Зонне, Лариков вновь играл Швача, Софронов — уже Берсенева, а в роли Годуна выступил Виталий Полицеймако. Но это было время, когда советский театр пребывал в глубоком кризисе, в БДТ осложнённом ещё и отсутствием художественного руководства. Новый «Разлом», хотя и был снят на киноплёнку — в ряду других спектаклей, призванных в эпоху «малокартинья» компенсировать недостаток фильмов, — а в 1951 году был удостоен Сталинской премии (III степени), событием театральной жизни не стал.

### «Разлом» Алексея Попова
И все-таки главная премьера «Разлома» состоялась в Москве, 9 ноября 1927 года. Вахтанговцы впоследствии называли «Разлом» своей «политической „Турандот“», то есть работой столь же важной для становления театра и обретения им собственного лица, как знаменитый спектакль Евгения Вахтангова.
Театр имени Вахтангова тоже понимал содержание пьесы шире, чем «разлом» семьи Берсенева. «Нас, — писал Алексей Попов, — интересовала пьеса Б. Лавренёва не как семейная драма, а как широкое социальное полотно». Из текста пьесы выпала линия взаимоотношений Годуна и Татьяны — у Лавренёва Годун тайно влюблён в дочь Берсенева; в центре внимания оказались массовые сцены на крейсере, где бушевала матросская вольница. Создатели спектакля, как писал Д. Золотницкий, «сбивали все лирические намёки Лаврёнева, чтобы укрупнить социальные характеры». На эпизодические роли матросов режиссёр назначил исполнителей из числа лучших актёров вахтанговской труппы; благодаря их мастерству собирательный образ массы стал многоликим.

Сцена из спектакля Театра имени Е. Вахтангова

Художник Николай Акимов нашёл для спектакля оригинальное оформление: он закрыл зеркало сцены спереди тёмным щитом, на котором на различной высоте располагались, открываясь и закрываясь, вспыхивая или растворяясь в темноте, окна-прорези различной формы, напоминавшие кинокадры. В течение спектакля только два раза, когда действие переносилось на корабль, щит исчезал, и тогда по контрасту 9-метровая сцена театра казалась широкой.
Как отмечал Д. Золотницкий, во всём облике вахтанговского спектакля, в характерах героев брони оказалось больше, чем в «Бронепоезде 14-69», которым 10-ю годовщину революции отметил МХАТ, акцентируя по своему обыкновению лирическое начало. «Пьеса-клавир, — писал критик, — стала разработанной оркестровой партитурой. Театр инструментовал „Разлом“ на свой лад… …Он оставался верен тексту, но почти композиторски группировал звучности, монтировал зрелищные планы по принципу контрапункта».
Музыку к спектаклю написал Арс. Арсеньев; роли исполняли: Василий Куза — Годун, Борис Щукин и Осип Басов — Берсенев, Нина Русинова и Валерия Тумская — Татьяна, Цецилия Мансурова и Валентина Вагрина — Ксения, Лев Русланов и Иосиф Толчанов — Штубе, Михаил Державин и Николай Гладков — Швач.

### Другие постановки
В 1928 году «Разлом» поставил Театр имени Шота Руставели, где также в центре внимания оказались сцены на корабле. «Матросская стихия, — писал Д. Золотницкий, — бурлила и взметалась в сложнейших темпоритмах тбилисского спектакля Сандро Ахметели, в игре выдающегося актёра Ушанги Чхеидзе — Годуна». Критик отмечал, что вахтанговцы в своём спектакле не добились равной эмоциональной силы, они убеждали «строгой цельностью, смелыми находками в сфере театральности». Берсенева в тбилисской постановке играл Акакий Хорава.
На протяжении 30-х годов «Разлом» ставился во многих театрах; в 40-х его, как и другие пьесы, посвящённые революции, вытеснили из репертуара более актуальные пьесы о Великой Отечественной войне; но в начале 50-х годов театры вспомнили о «Разломе», к пьесе Лавренёва вновь обратилcz БДТ, в том же 1950 году В. Станицын и И. Раевский поставили её во МХАТе. В 1957 году многие театры отметили постановкой «Разлома» 40-летие Октябрьской революции, в том числе Театр имени Фёдора Волкова.
В 1970 году Владимир Андреев поставил «Разлом» в Театре имени Ермоловой, но прочёл пьесу иначе, чем Алексей Попов и Константин Тверской: это был спектакль «о семейном разладе на фоне разлома страны». Этот спектакль был сохранён на киноплёнке.
В 1947—1957 годах пьеса Б. Лавренёва неоднократно ставилась за рубежом, в том числе в ряде театров Восточной Германии.

## Экранизации
Впервые «Разлом» был экранизирован в 1929 году на киностудии «Межрабпомфильм»; это был немой фильм, снятый режиссёром Львом Замковым по сценарию Георгия Гребнера. Берсенева в фильме играл Михаил Нароков, Годуна — вахтанговец Николай Гладков, а Штубе — Анатолий Смиранин.
В 1970 году Алексей Салтыков снял по мотивам пьесы Б. Лавренёва фильм «И был вечер, и было утро…»